# Michael Wacha
Michael Joseph Wacha (né le 1er juillet 1991 à Iowa City, Iowa, États-Unis) est un lanceur droitier des Ligues majeures de baseball jouant avec les Red Sox de Boston.
Wacha remporte en 2013 le prix du joueur par excellence de la Série de championnat de la Ligue nationale.

## Carrière
Joueur des Aggies de l'Université Texas A&M, Michael Wacha est le choix de première ronde des Cardinals de Saint-Louis en 2012. Dix-neuvième athlète sélectionné au total lors de la draft MLB 2012, il est un choix que les Cardinals obtiennent en compensation de la perte de leur vedette Albert Pujols sur le marché des agents libres dans les mois précédents. Le lanceur droitier est classé 76e sur la liste des 100 meilleurs joueurs d'avenir dressé par Baseball America avant la saison 2013 et apparaît au même rang sur une liste similaire dressée la même année par MLB.com, le site Internet officiel de la Ligue majeure de baseball.

### Saison 2013
Après avoir débuté dès 2012 sa carrière professionnelle en ligues mineures, Wacha gravit rapidement les échelons et amorce 2013 au niveau Triple-A. Un brillant début avec les Redbirds de Memphis, pour qui il remporte 4 décisions sans subir de défaite en 9 départs avec une moyenne de points mérités de 2,05 en 52 manches lancées, lui vaut un premier essai chez les Cardinals de Saint-Louis à la fin mai. Le 30 mai, il fait ses débuts dans le baseball majeur comme lanceur partant des Cardinals face aux Royals de Kansas City. Il enregistre six retraits sur des prises et n'accorde qu'un point sur deux coups sûrs en sept manches lancées, mais ne reçoit pas de victoire lorsque les lanceurs de relève laissent filer l'avance de son club.
Il remporte sa première victoire dans les majeures à son troisième départ, le 11 juin 2013 sur les Mets de New York. À son dernier départ de la saison régulière, le 24 septembre 2013, Wacha vient bien près de réussir un match sans point ni coup sûr à Saint-Louis. Il accorde deux buts-sur-balles, retire sur des prises 9 frappeurs des Nationals de Washington et son seul coup sûr est accordé à Ryan Zimmerman après deux retraits en 9e manche. 
Wacha affiche une moyenne de points mérités de 2,78 en 64 manches et deux tiers lancées en 15 matchs, dont 9 départs, pour les Cardinals durant la saison régulière 2013. Il remporte 4 victoires contre une seule défaite et enregistre 65 retraits sur des prises.

#### Séries éliminatoires
Avec son club risquant l'élimination, Wacha est le lanceur partant du 4e match de la Série de division de la Ligue nationale contre les Pirates de Pittsburgh le 7 octobre 2013. Il retire dans l'ordre les 15 premiers frappeurs des Pirates dans ce match avant d'accorder un premier but-sur-balles à Russell Martin pour amorcer sa 6e manche de travail. Il perd son match sans coup sûr en allouant un coup de circuit à Pedro Alvarez après un retrait en 8e manche mais est le lanceur gagnant dans un triomphe de 2-1 des Cardinals.

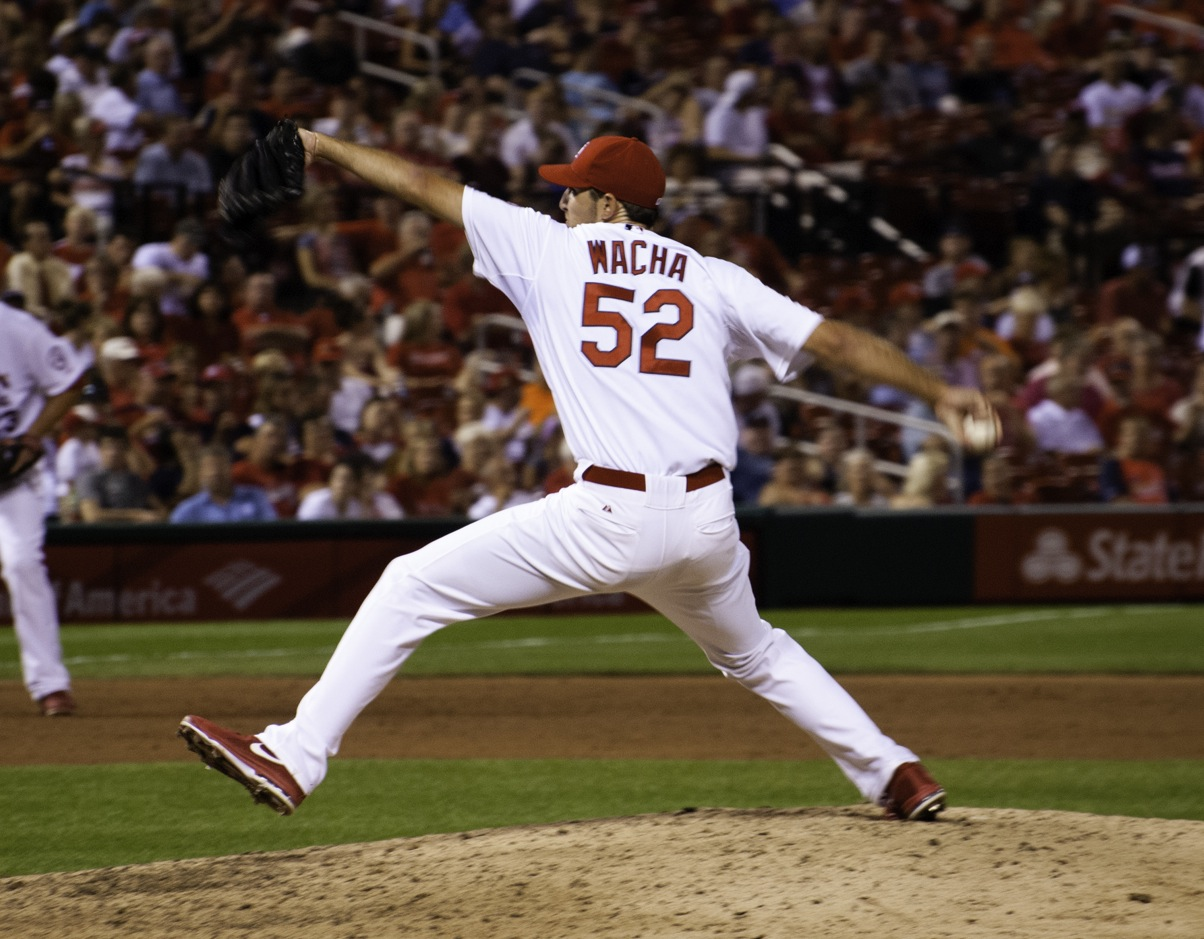
Michael Wacha lance en août 2013.

En Série de championnat 2013 de la Ligue nationale, Wacha n'accorde aucun point aux Dodgers de Los Angeles en 13 manches et deux tiers lancées. Il limite ses adversaires de la Série de championnat à 7 coups sûrs et enregistre 13 retraits sur des prises contre deux buts-sur-balles, dont un intentionnel. Lanceur gagnant des matchs numéro 2 et 6 de cette série, devenant par la fait même la première recrue à débuter et remporter le dernier match d'une Série de championnat de la Ligue nationale depuis Fernando Valenzuela des Dodgers de 1981. Il est la première recrue à gagner le prix du joueur par excellence d'une série éliminatoire depuis Liván Hernández des Marlins de la Floride en 1997 et le plus jeune athlète à être meilleur joueur de la Série de championnat de la Nationale depuis Steve Avery, 21 ans, des Braves d'Atlanta de 1991.

### Saison 2014
Blessé à l'épaule droite, Wacha est absent du jeu pour quelques mois durant la saison 2014. Placé sur la liste des blessés le 18 juin, il est de retour au jeu début septembre. Il n'effectue que 4 départs après son retour dans l'effectif. Il termine la saison avec 5 victoires, 6 défaites et une moyenne de points mérités de 3,20 en 107 manches lancées lors de 19 départs. Malgré ses succès d'octobre 2013, les Cardinals ne l'incluent pas dans leur rotation de lanceurs partants pour les éliminatoires de 2014, mais il est disponible pour lancer en relève. Le gérant des Cardinals ne l'utilise cependant qu'une seule fois, le 16 octobre, alors qu'il n'a pas lancé depuis le 26 septembre précédent : amené en 9e manche du 5e match de la Série de championnat 2014 de la Ligue nationale contre San Francisco, Wacha ne retire qu'un adversaire et accorde à Travis Ishikawa le coup de circuit de 3 points qui met fin à la série, élimine Saint-Louis et envoie les Giants en Série mondiale.